# Danger, Go Slow
Danger, Go Slow is een Amerikaanse filmkomedie uit 1918 onder regie van Robert Z. Leonard. De film is wellicht zoekgeraakt.

## Verhaal
De zwerfster Mugsy Mulane neemt een goederentrein naar het platteland na de arrestatie van Jimmy, de leider van een dievenbende waar ze mee samenwerkt. In het dorp Cottonville sluit Mugsy vriendschap met tante Sarah. Later komt ze erachter dat zij de moeder is van Jimmy. De inhalige rechter Cotton heeft een hypotheek op de eigendom van tante Sarah. Wanneer hij beslag wil leggen op haar bezittingen, perst Mugsy hem af en hij bindt in. Vervolgens verkoopt ze een deel van de eigendom van tante Sarah boven de prijs. Uiteindelijk overtuigt ze Jimmy om bij zijn moeder in te trekken en op het rechte pad te blijven.

## Rolverdeling
| Acteur           | Personage      |
| ---------------- | -------------- |
| Mae Murray       | Mugsy Mulane   |
| Jack Mulhall     | Jimmy          |
| Lon Chaney       | Bud            |
| Lydia Knott      | Tante Sarah    |
| Joseph W. Girard | Rechter Cotton |